# Adición (matemática)

3 + 2 = 5.

La adición o suma es la operación matemática de composición que consiste en combinar o añadir dos números o más de la misma especie para obtener una cantidad final o total. La suma también ilustra el proceso de juntar dos colecciones de objetos con el fin de obtener una sola colección. Por otro lado, la acción repetitiva de sumar uno, es la forma más básica de contar. 
La adición (normalmente representada por el símbolo más, +) es una de las cuatro operaciones aritméticas básicas, siendo las otras tres la resta, multiplicación y división. 
En términos más formales, la suma es una operación aritmética definida sobre conjuntos de números (naturales, enteros, racionales, irracionales, reales y complejos), y también sobre estructuras asociadas a ellos, como espacios vectoriales con vectores cuyas componentes sean estos números o funciones que tengan su imagen en ellos. También se suman matrices.
En el álgebra moderna se utiliza el nombre suma y su símbolo "+" para representar la operación formal de un anillo que dota al anillo de estructura de grupo abeliano, o la operación de un módulo que dota al módulo de estructura de grupo abeliano. También se utiliza a veces en teoría de grupos para representar la operación que dota a un conjunto de estructura de grupo. En estos casos se trata de una denominación puramente simbólica, sin que necesariamente coincida esta operación con la suma habitual en números, funciones, vectores, etc.
La adición se escribe utilizando el signo más "+" entre los términos, y el resultado se expresa con un signo igual.

## Historia
El hombre neolítico ya hacía matemática elemental, por lo tanto sabía sumar; pero previamente captó la idea de restar, puesto que sus medios de subsistencia disminuían durante el año, y no le era tan fácil de reponer.
Los egipcios llegaron a sumar lo que se llaman hoy, números naturales y los números fraccionarios. Los babilonios llegaron a sumar los cuadrados de los números naturales. Los chinos y los hindúes sumaron números negativos. En el Renacimiento, con el auge de la banca y del comercio, se impuso la suma de decimales, catapultada por el uso del sistema de numeración decimal. Además se popularizó la adición de logaritmos vulgares, que reemplazaba eficazmente a la multiplicación de números tanto en el comercio, finanzas, astronomía, navegación, etc.
Con la forma de los diferentes tipos de número, se habla de suma de números reales (o expresiones decimales) y la suma de números complejos, que no es sino la suma de pares ordenados de números reales. Pero sí, con sus propias peculiaridades, tanto al generalizar para racionales y enteros. Además se suman con otros objetos, aun en el álgebra de Boole se habla de suma boleana.

## Propiedades de la suma de números naturales
- Propiedad de cerradura o clausurativa: si {\displaystyle a,b\in S} entonces {\displaystyle a+b\in S}, siendo {\displaystyle S} cualquiera de estos conjuntos: {\displaystyle \mathbb {N} ,\mathbb {Z} ,\mathbb {Q} ,\mathbb {R} } o {\displaystyle \mathbb {C} }.

Propiedad conmutativa

- Propiedad conmutativaPropiedad conmutativa: El arreglo de los sumandos no modifica el resultado: {\displaystyle a+b=b+a}.

Propiedad asociativa

- Propiedad asociativaPropiedad asociativa: Propiedad que establece que cuando se suma tres o más números, el resultado siempre es el mismo independientemente de su agrupamiento.[6] Un ejemplo es: {\displaystyle a+(b+c)=(a+b)+c}.
- Propiedad distributiva: La suma de dos números multiplicada por un tercer número es igual a la suma del producto de cada sumando multiplicado por el tercer número. Por ejemplo, {\displaystyle (3+4)\cdot 6=3\cdot 6+4\cdot 6}.
- Propiedad cancelativa: Si {\displaystyle a+c=b+c} entonces {\displaystyle a=b} y recíprocamente.

### No funcionan con números naturales
Elemento neutro: El elemento identidad aditivo de los números es el cero, denotado por  0;  porque todo número sumado con el 0 da el mismo número como total. Simbólicamente: {\displaystyle a+0=0+a=a}; ejemplo: {\displaystyle 0+3=3}

 Elemento opuesto: Si {\displaystyle a\in S} existe {\displaystyle -a\in S} tal que {\displaystyle a+(-a)=0}.  Ejemplo: {\displaystyle 7+(-7)=0}

## Sumatorio
Si todos los términos se escriben individualmente, se utiliza el símbolo "+" (leído más). Con esto, la suma de los números 1, 2 y 4 es {\displaystyle 1+2+4=7}. 
También se puede emplear el símbolo "+" cuando, a pesar de no escribirse individualmente los términos, se indican los números omitidos mediante puntos suspensivos y es sencillo reconocer los números omitidos. Por ejemplo:
- {\displaystyle 1+2+3+\cdots +98+99+100} es la suma de los cien primeros números naturales.
- {\displaystyle 2+4+8+\cdots +512+1024} es la suma de las diez primeras potencias de 2.

En sumas largas o infinitas se emplea un nuevo símbolo, llamado sumatorio, y se representa con la letra griega sigma mayúscula (Σ). Por ejemplo:
- {\displaystyle \sum _{k=1}^{100}k} es la suma de los cien primeros números naturales.
- {\displaystyle \sum _{k=1}^{10}2^{k}} es la suma de las diez primeras potencias de 2.
- {\displaystyle \sum _{k=1}^{\infty }{\frac {1}{k^{2}}}} es la suma de todos los números racionales de la forma {\displaystyle {\frac {1}{k^{2}}}}.

Esta es una suma de una sucesión, cuyo enésimo término es la suma de los primeros n términos de la serie infinita; es decir, se suman todos los elementos de un conjunto infinito; sin embargo, en realidad se calcula el límite de todos los elementos que se suman y se calcula el límite matemático.

## Efectuar una suma
El procedimiento paradigmático para efectuar sumas de varios números, denominados «sumandos», es el siguiente:
Los sumandos se colocan en filas sucesivas ordenando las cifras en columnas, empezando por la derecha con la cifra de las unidades (U), a la izquierda las decenas (D), la siguiente las centenas (C), la siguiente los millares (M), etc. 
La suma de los números 750 + 1583 + 69 se ordenarían de la siguiente forma:

{\displaystyle {\begin{array}{rrrrr}&M&C&D&U\\&&7&5&0\\&1&5&8&3\\+&&&6&9\\\hline \end{array}}{\begin{array}{l}\\\longleftarrow 1^{\circ }\;{\textrm {sumando}}\\\longleftarrow 2^{\circ }\;{\textrm {sumando}}\\\longleftarrow 3^{\circ }\;{\textrm {sumando}}\\\end{array}}}

Se suman en primer lugar las cifras de la columna de las unidades según las tablas elementales, colocando en el resultado la cifra de unidades que resulte; cuando estas unidades sean más de 10 las decenas se acumulan como un sumando más en la fila de acarreo.
En este caso 3 más 9 son 12, el 2 del 12 se pone en la parte inferior y el 1 se pasa como acarreo en la columna siguiente.

{\displaystyle {\begin{array}{rrrrr}&&&1&\\&M&C&D&U\\&&7&5&0\\&1&5&8&3\\+&&&6&9\\\hline &&&&2\\\end{array}}{\begin{array}{l}{\color {Red}\longleftarrow {\textrm {acarreo}}}\\\\\longleftarrow 1^{\circ }\;{\textrm {sumando}}\\\longleftarrow 2^{\circ }\;{\textrm {sumando}}\\\longleftarrow 3^{\circ }\;{\textrm {sumando}}\\\\\end{array}}}

En la columna de las decenas, procediendo entonces a la suma de esa columna como si fueran unidades.
Sumamos el 1 del acarreo más 5, 8 y 6 que dan un total de 20, el 0 de 20 se pone en la parte inferior como resultado y el 2 se pasa como acarreo a la columna siguiente.

{\displaystyle {\begin{array}{rrrrr}&&2&1&\\&M&C&D&U\\&&7&5&0\\&1&5&8&3\\+&&&6&9\\\hline &&&0&2\\\end{array}}{\begin{array}{l}{\color {Red}\longleftarrow {\textrm {acarreo}}}\\\\\longleftarrow 1^{\circ }\;{\textrm {sumando}}\\\longleftarrow 2^{\circ }\;{\textrm {sumando}}\\\longleftarrow 3^{\circ }\;{\textrm {sumando}}\\\\\end{array}}}

Se procede de igual forma con la columna de las decenas, acarreo incluido, colocando en la fila de acarreo sobre la columna de las centenas las decenas (de unidades de decenas).
En la columna de las centenas tenemos, el 2 de acarreo, el 7 y el 5 que sumados dan 14, el 4 del 14 se pone en la parte inferior y el 1 se pasa a la siguiente columna como acarreo.

{\displaystyle {\begin{array}{rrrrr}&1&2&1&\\&M&C&D&U\\&&7&5&0\\&1&5&8&3\\+&&&6&9\\\hline &&4&0&2\\\end{array}}{\begin{array}{l}{\color {Red}\longleftarrow {\textrm {acarreo}}}\\\\\longleftarrow 1^{\circ }\;{\textrm {sumando}}\\\longleftarrow 2^{\circ }\;{\textrm {sumando}}\\\longleftarrow 3^{\circ }\;{\textrm {sumando}}\\\\\end{array}}}

Se procede de igual forma con todas las columnas, añadiendo a la columna última de la izquierda las decenas de la columna anterior en vez de subir a la fila de acarreo.
En la columna de los millares tenemos 1 de acarreo más el 1 de sumando que sumados dan 2, que se pone en la parte inferior como resultado, al no haber más sumandos damos por finalizada la operación.

{\displaystyle {\begin{array}{rrrrr}&1&2&1&\\&M&C&D&U\\&&7&5&0\\&1&5&8&3\\+&&&6&9\\\hline &2&4&0&2\\\end{array}}{\begin{array}{l}{\color {Red}\longleftarrow {\textrm {acarreo}}}\\\\\longleftarrow 1^{\circ }\;{\textrm {sumando}}\\\longleftarrow 2^{\circ }\;{\textrm {sumando}}\\\longleftarrow 3^{\circ }\;{\textrm {sumando}}\\\longleftarrow {\textrm {total}}\\\end{array}}}

Normalmente los acarreos o llevadas no se anotan en el papel, sumando directamente el acarreo a los sumandos de la columna siguiente y el aspecto de la realización de la suma sin las anotaciones auxiliares sería el siguiente:

{\displaystyle {\begin{array}{rrrrr}&&7&5&0\\&1&5&8&3\\+&&&6&9\\\hline &2&4&0&2\\\end{array}}}

### Extender una longitud.
Una segunda representación de la adición proviene de extender una longitud inicial por una longitud dada.

Adición. Representación gráfica.

Por ejemplo, la adición 2 + 4 = 6, se puede representar con saltos de rana en una recta numérica.

## En diversos conjuntos numéricos

### Combinando conjuntos

Combinando conjuntos

Posiblemente la interpretación más básica de la adición se encuentra en combinar conjuntos, es decir: cuando dos o más colecciones distintas se combinan en una sola colección, el número de objetos en la colección única es la suma de los números de objetos en las colecciones originales. 3 + 2 = 5

### Con los naturales
Según la axiomática de Peano la adición en el conjunto de los n números naturales se definen por estas dos condiciones:
1. {\displaystyle p+1=S(p)}
2. {\displaystyle p+S(q)=S(p+q)}, donde {\displaystyle p} y {\displaystyle q} son números naturales; {\displaystyle S} es la función sucesor cuyo dominio es {\displaystyle \mathbb {N} }.[9]

### Con los enteros
- Si los sumandos tienen el mismo signo se suman los valores absolutos y al resultado se le asigna el signo común.
- Si los dos sumandos tienen diferente signo se resta del mayor valor absoluto el menor valor absoluto. A la diferencia se le asigna el signo del número de mayor valor absoluto.[10]

### Con los números racionales
- Cuando tienen el mismo denominador, solamente se suman los numeradores, según la regla de la adición de números enteros y el denominador es el mismo.
- Si tienen diferentes denominadores, todos los números racionales se reducen a racionales con el mismo denominador; luego se aplica el criterio inmediato anterior.[11]

## Tablas de sumar
{\displaystyle {\begin{array}{c}{\text{Tabla de sumar}}\\\\{\begin{array}{ccccc}{\begin{array}{|c|}\hline {\text{Tabla del 1}}\\{\begin{array}{rcrcr}0&+&1&=&1\\1&+&1&=&2\\2&+&1&=&3\\3&+&1&=&4\\4&+&1&=&5\\5&+&1&=&6\\6&+&1&=&7\\7&+&1&=&8\\8&+&1&=&9\\9&+&1&=&10\\10&+&1&=&11\\\end{array}}\\\hline \end{array}}&{\begin{array}{|c|}\hline {\text{Tabla del 2}}\\{\begin{array}{rcrcr}0&+&2&=&2\\1&+&2&=&3\\2&+&2&=&4\\3&+&2&=&5\\4&+&2&=&6\\5&+&2&=&7\\6&+&2&=&8\\7&+&2&=&9\\8&+&2&=&10\\9&+&2&=&11\\10&+&2&=&12\\\end{array}}\\\hline \end{array}}&{\begin{array}{|c|}\hline {\text{Tabla del 3}}\\{\begin{array}{rcrcr}0&+&3&=&3\\1&+&3&=&4\\2&+&3&=&5\\3&+&3&=&6\\4&+&3&=&7\\5&+&3&=&8\\6&+&3&=&9\\7&+&3&=&10\\8&+&3&=&11\\9&+&3&=&12\\10&+&3&=&13\\\end{array}}\\\hline \end{array}}&{\begin{array}{|c|}\hline {\text{Tabla del 4}}\\{\begin{array}{rcrcr}0&+&4&=&4\\1&+&4&=&5\\2&+&4&=&6\\3&+&4&=&7\\4&+&4&=&8\\5&+&4&=&9\\6&+&4&=&10\\7&+&4&=&11\\8&+&4&=&12\\9&+&4&=&13\\10&+&4&=&14\\\end{array}}\\\hline \end{array}}&{\begin{array}{|c|}\hline {\text{Tabla del 5}}\\{\begin{array}{rcrcr}0&+&5&=&5\\1&+&5&=&6\\2&+&5&=&7\\3&+&5&=&8\\4&+&5&=&9\\5&+&5&=&10\\6&+&5&=&11\\7&+&5&=&12\\8&+&5&=&13\\9&+&5&=&14\\10&+&5&=&15\\\end{array}}\\\hline \end{array}}\\\\{\begin{array}{|c|}\hline {\text{Tabla del 6}}\\{\begin{array}{rcrcr}0&+&6&=&6\\1&+&6&=&7\\2&+&6&=&8\\3&+&6&=&9\\4&+&6&=&10\\5&+&6&=&11\\6&+&6&=&12\\7&+&6&=&13\\8&+&6&=&14\\9&+&6&=&15\\10&+&6&=&16\\\end{array}}\\\hline \end{array}}&{\begin{array}{|c|}\hline {\text{Tabla del 7}}\\{\begin{array}{rcrcr}0&+&7&=&7\\1&+&7&=&8\\2&+&7&=&9\\3&+&7&=&10\\4&+&7&=&11\\5&+&7&=&12\\6&+&7&=&13\\7&+&7&=&14\\8&+&7&=&15\\9&+&7&=&16\\10&+&7&=&17\\\end{array}}\\\hline \end{array}}&{\begin{array}{|c|}\hline {\text{Tabla del 8}}\\{\begin{array}{rcrcr}0&+&8&=&8\\1&+&8&=&9\\2&+&8&=&10\\3&+&8&=&11\\4&+&8&=&12\\5&+&8&=&13\\6&+&8&=&14\\7&+&8&=&15\\8&+&8&=&16\\9&+&8&=&17\\10&+&8&=&18\\\end{array}}\\\hline \end{array}}&{\begin{array}{|c|}\hline {\text{Tabla del 9}}\\{\begin{array}{rcrcr}0&+&9&=&9\\1&+&9&=&10\\2&+&9&=&11\\3&+&9&=&12\\4&+&9&=&13\\5&+&9&=&14\\6&+&9&=&15\\7&+&9&=&16\\8&+&9&=&17\\9&+&9&=&18\\10&+&9&=&19\\\end{array}}\\\hline \end{array}}&{\begin{array}{|c|}\hline {\text{Tabla del 10}}\\{\begin{array}{rcrcr}0&+&10&=&10\\1&+&10&=&11\\2&+&10&=&12\\3&+&10&=&13\\4&+&10&=&14\\5&+&10&=&15\\6&+&10&=&16\\7&+&10&=&17\\8&+&10&=&18\\9&+&10&=&19\\10&+&10&=&20\\\end{array}}\\\hline \end{array}}\\\end{array}}\\\end{array}}}

## La adición en la educación
La adición o también llamada suma es una operación matemática que tiene aplicaciones significativas en diferentes campos del conocimiento. La enseñanza de la suma y resta permite el desarrollo de competencias básicas de las matemáticas, siendo el primer acercamiento a la aritmética. La suma forma parte del currículum de educación infantil permitiendo que el educando adquiera el concepto de número. En el esquema de Mialaret el educando debe de pasar por 4 etapas.
- La primera etapa se ubica antes de los tres años. En esta etapa el educando manipula objetos realizando acciones como juntar, añadir, reunir, etc. Ejemplo: Hay varios cubos esparcidos en una mesa, el educando es capas de reunir cada uno de ellos.
- La segunda etapa se ubica en los tres años donde la “acción va acompañada del lenguaje”. En esta etapa el niño aún no tiene la concepción de que es un número. Sin embargo, el niño cuenta la acción y la realiza al mismo tiempo. Ejemplo, el juego de la perinola, toma 1 y el niño lo toma, pon 1 y hace la acción, donde obtiene términos parecido a toma (Suma), pon (resta).
- La tercera etapa “la conducta del relato”. Esta etapa se ubica a los 4 años, donde el niños es capaz de describir la acción sin necesidad de la manipulación de los objetos, es decir, el niño dice que tiene 1 juguete y mi mamá me regala 1, dice ahora tengo dos juguetes.
- La cuarta etapa está ubicada a los 5 años. Esta etapa tiene mayor grado de abstracción donde el educando ya asimila el concepto de suma, haciendo operaciones sin necesidad de objetos.

Dicho lo anterior las acciones que se realizan para que el educando se capaz de adquirir la concepción de suma se hacen inconscientemente. Para aprender la suma de forma concreta el niño a de pasar por el principio de la cardinalidad relacionada con la acción de añadir-quitar.